# Абсолютная власть (фильм, 1997)
«Абсолютная власть» (англ. Absolute Power) — американский политический триллер режиссёра Клинта Иствуда, также исполнившего главную роль. Сценарий Уильяма Голдмана основан на одноимённом романе, написанном Дэвидом Бальдаччи в 1996 году. Фильм был показан на 50-м Каннском кинофестивале в 1997 году. Роль миллионера Уолтера Салливана стала последней в карьере актера Э. Г. Маршалла.

## Сюжет
Лютер Уитни — профессиональный вор, работающий от случая к случаю. Он рассчитал, что если последнее его «дело» пройдёт как задумано, то он навсегда сможет оставить свою деятельность.
Во время ограбления богатого особняка ему приходится спрятаться в потайной комнате, где он из-за двустороннего зеркала видит жену хозяина дома, который он грабил, с другим человеком. Те начинают заниматься сексом, и когда мужчина, решив придать «остроты», даёт ей пощёчину, та отвечает по-настоящему. Мужчина возбуждается и начинает насиловать её (он оказался садистом). Женщина дотягивается до ножа для бумаги и ранит мужчину, и далее заносит нож с намерением заколоть его. В этот момент тот взывает о помощи, в комнату врываются два человека, и один из них стреляет в женщину. Она убита.
Оба вошедших — агенты секретной службы охраны Президента США, которым, как оказалось, являлся тот мужчина, Алан Ричмонд. Тут же появляется Глория Расселл, являющаяся руководителем аппарата президента, и узнав, что произошло, решает скрыть происшедшее, представив всё так, будто женщина была убита домушником. После зачистки следов в комнате они забывают о ноже для бумаг. Уитни выходит из комнаты и забирает его, но агенты вспоминают и возвращаются, обнаруживая Уитни и начиная преследовать его.
Полиция начинает расследование убийства, при этом вскрывается много неувязок, которые обнаруживает следователь Сет Фрэнк, подозревающий что всё не так, как выглядит. Фрэнк подозревает Уитни в причастности к преступлению, но не считает, что именно он стал убийцей. Уитни пытается покинуть город, но когда он узнаёт, насколько коррумпирован и аморален Ричмонд, он решает поиграть в интеллектуальные игры с ним и его людьми. В то же время Ричмонд желает, чтобы Уитни замолчал навсегда.

## В ролях
- Клинт Иствуд — Лютер Уитни
- Джин Хэкмен — президент Алан Ричмонд
- Эд Харрис — детектив Сет Фрэнк
- Лора Линни — Кейт Уитни
- Скотт Гленн — агент Билл Бартон
- Деннис Хэйсберт — агент Тим Коллин
- Джуди Дэвис — шеф Глория Расселл
- Э. Г. Маршалл — Уолтер Салливан
- Мелора Хардин — Кристи Салливан
- Кеннет Уэлш — Сэнди Лорд
- Пенни Джонсон — Лора Саймон
- Ричард Дженкинс — Майкл МакКарти
- Марк Марголис — Ред Брэндсфорд
- Элейн Кэган — Валери
- Элисон Иствуд — студент-художник

## Производство
Когда Клинт Иствуд впервые услышал о превращении книги в фильм, ему понравились персонажи и основной сюжет, но не понравилось, что большинство интересных, по его мнению, персонажей были убиты. Когда он переговорил со сценаристом Уильямом Голдманом, то потребовал, чтобы тот переработал текст и «тех, кого любит аудитория, не убивали».

## Кассовые сборы
- В неделю открытия в США кассовые сборы фильма составили 16 770 220 долларов
- Общие кассовые сборы проката фильма в США составили 50 068 310 долларов.